# Bad Düben
Bad Düben (pronunciación en alemán: /baːt ˈdyːbən/ⓘ) es un municipio situado en el distrito de Sajonia Septentrional, en el estado federado de Sajonia (Alemania), a una altitud de 100 metros. Su población a finales de 2016 era de unos 8000 habitantes y su densidad poblacional, 180 hab/km².